# Tarrare
Tarrare (* um 1772 bei Lyon; † 1798 in Versailles) war ein Mann aus Frankreich, der durch seine ungewöhnlichen Essfähigkeiten bekannt wurde.

## Frühe Jahre
Tarrare fiel schon als Kind durch seinen übermäßigen Appetit auf. Er verließ sein Elternhaus, das ihn nicht mehr ernähren konnte, als Jugendlicher und kam 1788 nach Paris. Unterwegs ernährte er sich durch Bettelei und Diebstahl; in der Metropole machte er seine besondere Veranlagung – im Alter von siebzehn Jahren konnte er schon ein Rinderviertel im Laufe von 24 Stunden verzehren – zu seinem Beruf und trat als Esskünstler auf. Zum Vergnügen der Zuschauer verschlang er körbeweise Äpfel, aber auch deutlich weniger genießbare Dinge. Ein akuter Kolikanfall brachte ihn einmal ins Hôtel-Dieu, wo er kuriert wurde und zum Dank gleich die Uhr des behandelnden Arztes, Monsieur Giraud, verzehren wollte. Dieser rettete sein Eigentum durch die Androhung, dann von seinem Schwert Gebrauch zu machen.
In der Zeit der Französischen Revolution schloss Tarrare sich dem Mob an und fand dabei genug zu essen. Beim Ausbruch des Ersten Koalitionskrieges trat er in die Armee ein. Zunächst erhielt er noch von einigen Kameraden deren Essensrationen, doch dies hielt nicht lang an, und schließlich wurde Tarrare halb verhungert in Soultz ins Hospital eingeliefert. Dort traf er wieder auf den Arzt Courville, der ihn schon im Hôtel-Dieu kennengelernt hatte. Courville und der leitende Arzt, Professor Percy, machten Tarrare nun zu ihrem Forschungsobjekt. Obwohl er jeweils vier Essensportionen erhielt, war Tarrare stets auf der Suche nach weiteren essbaren Dingen. Dabei war er nicht wählerisch; er verzehrte auch Hunde, Katzen und andere Tiere, angeblich sogar lebendig. Als man ihm einmal das für etliche deutsche Arbeiter zubereitete Mahl überließ, aß er die für fünfzehn Männer vorbereiteten Portionen mühelos auf.

## Tarrare als Spion
Courville kam angesichts Tarrares Essfähigkeiten auf die Idee, ihn für militärische Zwecke einzusetzen. Er ließ ihn ein Kästchen, in dem Dokumente aufbewahrt werden konnten, verschlingen. Nachdem Tarrare dieses Kästchen unversehrt wieder ausgeschieden hatte, machte Courville dem General Alexandre de Beauharnais den Vorschlag, seinen Schützling zum Transport wichtiger Papiere zu verwenden. Tarrare durfte seine Künste im Hauptquartier der französischen Truppen am Rhein vorführen und beeindruckte diese nicht nur durch den Verzehr des Kästchens, sondern auch durch das Verschlingen einer großen Portion roher Rinderleber und -lunge. Daraufhin wurde er tatsächlich als Spion in Dienst genommen. Seine erste Mission war der Transport eines geheimen Dokuments zu einem französischen Colonel, der in der Nähe von Neustadt gefangengehalten wurde. Allerdings traute Beauharnais offenbar den geistigen Fähigkeiten des neu angeworbenen Spions deutlich weniger als den körperlichen und packte nur eine recht banale Botschaft in das Kästchen: Der Gefangene sollte alle Truppenbewegungen der Preußen notieren und durch Tarrare an die französische Heeresleitung überstellen lassen.
Tarrare, der kein Wort Deutsch sprach, wurde jedoch in der Nähe von Landau von einer preußischen Patrouille aufgegriffen. In der Meinung, hochwichtige Dokumente in seinem Leib zu tragen, verweigerte Tarrare zunächst, auch als er von General Zoegli verhört wurde, jede Auskunft. Nach einem Tag Gefangenschaft bei den Preußen und der wiederholten Anwendung von Gewalt wurde er aber mürbe und informierte die Feinde über seine Funktion beim französischen Heer, woraufhin er in einer Latrine angekettet wurde, bis das Kästchen zum Vorschein kam. Aus Enttäuschung über den unspektakulären Inhalt wollten die Preußen Tarrare zunächst exekutieren. Doch Zoegli, der sich über den Vorfall gleichzeitig köstlich amüsierte, schenkte ihm schließlich das Leben. Er wurde jedoch heftig verprügelt, ehe man ihn in der Nähe der französischen Linien freiließ, und war damit von der Vorstellung, eine Karriere als Spion zu machen, kuriert.
Außerdem verspürte er jetzt den dringenden Wunsch, von seinem außergewöhnlichen Appetit geheilt zu werden. Percy versuchte es zunächst mit einer Opiumkur, dann mit saurem Wein und Tabakpillen und schließlich mit levantinischen weichgekochten Eiern, doch nichts schlug an: Tarrare, der nun wieder im Hospital lebte, sammelte Abfälle auf und aß sie, trank das Blut von Patienten, die zur Ader gelassen worden waren, und vergriff sich mehrfach an den Verstorbenen in der Leichenhalle. Percy behielt ihn gegen den Widerstand anderer Ärzte, die Tarrare in eine Heilanstalt einliefern wollten, in seinem Hospital, bis eines Tages ein vierzehn Monate altes Kind aus seinem Bett verschwand und nicht wieder auftauchte. Nun wurde Tarrare auf die Straße gesetzt und geriet für einige Jahre aus dem Blickfeld der Ärzte.

## Das Ende
1798, vier Jahre nachdem Tarrare Percys Hospital verlassen hatte, informierte Monsieur Tessier, der Chefarzt des Hospitals von Versailles, Percy darüber, dass Tarrare sich nun in seiner Obhut befand. Tarrare, der immer schon schmächtig und blass ausgesehen hatte, ungewöhnlich stark zu schwitzen pflegte und einen üblen Geruch verbreitete, litt nun an Tuberkulose im Endstadium. Der Patient selbst, der Percy um eine Konsultation bat, führte seinen elenden Zustand auf den Verzehr einer goldenen oder silbernen Gabel zurück, die er zwei Jahre zuvor gestohlen und verschluckt hatte, und fragte, ob es kein Mittel gebe, diese Gabel aus seinem Leib zu entfernen. Wenig später setzte ein heftiger Durchfall ein, an dem der entkräftete Mann bald starb. Weil die Verwesung ungewöhnlich rasch und heftig einsetzte, wollten die Ärzte zunächst auf eine Obduktion verzichten, doch Tessier nahm schließlich die Autopsie vor. Er fand keine Gabel im Leichnam Tarrares, sondern nur große Mengen Eiter. Außerdem waren viele Organe stark vergrößert bzw. erweitert. Ferner hatte Tarrare wahre Hamsterbacken und eine stark gedehnte Bauchdecke – er konnte sich, wenn er gerade nicht vollgegessen war, zu Lebzeiten seine Bauchhaut um die Hüfte wickeln.

## Sonstiges
Ob „Tarrare“ der eigentliche Name dieses ungewöhnlichen Mannes oder ein Spitzname war, ist nicht bekannt. Jan Bondeson, der ständig zwischen den Schreibungen „Tarrare“ und „Tararre“ schwankt, hält es für möglich, dass das lautmalerische „Bom-bom tarare“, mit dem im 18. Jahrhundert das Geräusch von gewaltigen Explosionen umschrieben wurde, auf Tarrares Flatulenzen angewandt wurde und zu diesem Namen führte. Tatsächlich wird der Name im Dictionaire des Sciences Médicales „Tarare“ geschrieben und diese Eigenheit seines Körpers erwähnt.